# Maja squinado
Maja squinado (Herbst), conhecido pelo nome comum de santola ou pelo sinónomo taxonómico Maja brachydactyla, é uma espécie de caranguejo comestível pertencente à família Majidae de artrópodes decápodes. É uma espécie migradora, com uma área de distribuição que se estende das costas europeias do Atlântico nordeste até aos Açores e às costas do Mediterrâneo. O epíteto específico squinado deriva do nome da espécie na língua provençal — "squinado", "esquinade", "esquinado" ou "esquinadoun" — já registado por Guillaume Rondelet em 1554.

## Descrição
Caranguejo de carapaça cordiforme (em forma de coração) que na fase adulta mede cerca de 18 cm de comprimento e 20 cm de largura. A carapaça, de superfície irregular e em geral revestida por algas, apresenta numerosas protuberâncias e é recoberta por numerosos espinhos pouco desenvolvidos, com 6 espinhos mais longos sobre os bordos laterais. O rosto é formado por dois grandes espinhos divergentes. As fêmeas produzem até 4 desovas por ano.

## Ecologia
O habitat da santola são os povoamentos de algas infralitorais, ocorrendo também no circalitoral.
Alimenta-se de uma grande variedade de organismos, com predominância para as macroalgas e os moluscos durante o Inverno e equinodermes como os ouriços-do-mar e os pepinos-do-mar durante o Verão.
As migrações geralmente ocorrem no Outono com algumas santolas a percorrer distâncias superiores a 160 km ao longo de 8 meses.

## Pescaria e conservação
As populações de M. squinado são objecto de uma pescaria comercial com capturas que ultrapassam as 5 000 toneladas por ano, mais de 70% das quais provenientes das costas da França, mais de 10% do Reino Unido, 6% das Ilhas do Canal, 3% da Espanha, 3% da Irlanda, 2% da Croácia, 1% de Portugal e o restante da Sérvia, Montenegro, Dinamarca e Marrocos, apesar dos números oficiais de captura serem duvidosos. A União Europeia impõe um tamanho mínimo de captura de 120 mm para M. squinado  e algumas autoridades nacionais reguladoras das pescarias têm imposto restrições diversas, como a proibição de descarga de fêmeas com ovas em Espanha e o estabelecimento de períodos de defeso em França e nas Ilhas do Canal.
Como todos os caranguejos, a santola fica particularmente vulnerável à predação durante a fase de muda. Naquela fase a espécie torna-se gregária, presumivelmente como forma de defesa contra os predadores.
Uma revisão do complexo de espécies em torno de M. squinado conseguiu determinar a existência de diferenças entre espécimes do Mediterrâneo e do Atlântico, indiciando que as populações do litoral atlântico formam uma espécie separada, denominada Maja brachydactyla (Balss, 1922).